# NGC 176
NGC 176 este un roi deschis situat în galaxia Micul Nor al lui Magellan, în constelația Tucanul. A fost descoperit în 12 august 1834 de către John Herschel.